# Secret (album)
Secret este cel de-al optulea album de studio al cântăreței japoneze Ayumi Hamasaki lansat de Avex Trax pe 29 noiembrie 2006 în Japonia. Albumul a avut un succes enorm în Asia și a fost premiat de trei ori cu Discul de platină în Japonia.
Secret a fost încoronat cu distincția "Albumul anului" la premiile muzicale "Japan Gold Disc Awards" iar cântecul titular "Secret" a fost supranumit  "Cântecul japonez al anului" la premiile internaționale "RTHK" de la Hong Kong. A devenit cel de-al 22-lea cel mai bine vândut album japonez al anului 2006, potrivit Oricon.

## Titlu
Hamasaki a declarat într-un interviu faptul că motivul pentru care și-a denumit noul album Secret a fost chiar din pricina faptului că albumul reprezintă un secret. Ea a spus că a fost numit astfel pentru ca oamenii să creadă "Acesta este unul dintre secretele sale". Ea a mai spus de asemenea că atunci când oamenii vor auzi albumul, să se gândească că în felul acesta vor avea acces la unul dintre secretele ei.
"Nu este un secret în sensul că voi dezvalui ceva ce nu s-a știut până acum. Mai degrabă, ar putea fi vorba despre viața mea de zi cu zi sau ar putea fi chiar despre tine...Toată lumea are secrete; nu există nimeni pe planeta aceasta care sa nu aibă măcar un secret, așa cum nu există nimeni care să dezvăluie absolut orice despre propria persoană. Chiar si atunci cand incerci sa-i intelegi pe ceilalti (sau să ai o ințelegere reciprocă cu ceilalti), tot vor exista anumite lucruri pe care doar tu le știi. Am anumite aspecte pe care doar foarte puțini oameni mi le cunosc și aspecte la care oricine are acces. La asta m-am referit când am pomenit termenul secret. Astfel, pot spune că am incorporat câteva secrete în acest album."

## Producție
Inițial, Secret fusese prezentat ca fiind un mini album cu șapte melodii. După ce s-a anunțat pe siteul oficial faptul că Secret va deveni un album de studio, un mesaj din partea lui Hamasaki (trimis pe fanclubul său oficial) a fost emis spunând ca aceasta va petrece timp extra în studio pentru a înregistra albumul la timp.
Hamasaki stabilise faptul că "Until that Day..." fusese inițial compus de CMJK sub forma unui instrumental. Aceasta a fost foarte impresionată de instrumental și astfel, i-a propus lui CMJK să-l compună sub forma unei melodii. Înca de la început, aceasta a știut exact care va fi tema melodiei. Totuși, Ayumi a admis faptul că a avut cateva dificultati in potrivirea emotiilor din versuri cu acea complexitate a melodiei; pentru a-și face treaba mai eficient, și-a creat o listă cu sinonimele cuvintelor cheie și în cele din urmă a reușit ce-și propusese. Cu toate că a încercat să-i confere cântecului o notă cât mai pozitivă, versurile au scos la iveală și un sentiment de dezamăgire.
Cea de-a treia melodie de pe album și anume Startin' a fost înregistrată în New York. După spusele lui Hamasaki, atmosfera și sonoritatea din studio au ușurat foarte mult înregistrarea melodiei ce necesita să fie cântată intr-un stil muzical nou pentru artistă.
"Momentum", cel de-al optulea cântec de pe album a fost cel mai dificil de înregistrat, Hamasaki avand nevoie de 4 zile pentru a-l completa. Acesta este cel mai îndelungat timp din întreaga sa cariera de care artista a avut nevoie pentru a înregistra un cântec. Ayumi a spus că se poate să fi și dormit la studioul de înregistrări atunci când se ocupa de melodie.
Melodia titulară "Secret" a fost ultima melodie înregistrata pentru acest album. Deoarece "Momentum" a necesitat atâta energie pentru a fi completată și fiind presată și de limita de timp, Ayumi a stabilit faptul că "Secret" va fi înregistată într-un mod foarte rapid.
Hamasaki s-a dovedit extrem de încantată de faptul că a reușit să transforme un potențial mini album cu șapte cântece într-un album de studio ce conține 14 cantece pe o durată de doar câteva săptămâni.
Pe 6 noiembrie 2006, înregistrările au luat sfârșit. Pe 7 noiembrie 2006 au fost dezvăluite lista cu melodii și cele două coperți ale albumului.

## Lista cu melodii
Toate versurile sunt scrise de Ayumi Hamasaki. 
| CD              |                            |                  |                     |         |  |
| Nr.             | Titlu                      | Muzică           | Aranjamente         | Lungime |  |
| 1.              | „Not Yet”                  | CMJK             | CMJK                | 2:01    |  |
| 2.              | „Until that Day...”        | CMJK             | CMJK                | 4:48    |  |
| 3.              | „Startin'”                 | Kazuhiro Hara    | CMJK                | 4:19    |  |
| 4.              | „1 Love”                   | Yoji Noi         | HΛL                 | 4:30    |  |
| 5.              | „It Was”                   | Naruya Ihashi    | Tasuku              | 4:10    |  |
| 6.              | „Labyrinth” (instrumental) | HΛL              | HΛL                 | 1:43    |  |
| 7.              | „Jewel”                    | Tetsuya Yukumi   | Shingo Kobayashi    | 4:16    |  |
| 8.              | „Momentum”                 | Tetsuya Yukumi   | HΛL                 | 4:12    |  |
| 9.              | „Taskinst” (instrumental)  | Tasuku           | Tasuku              | 1:36    |  |
| 10.             | „Born to Be...”            | Kazuhiro Hara    | Kazuhiro Hara, CMJK | 4:51    |  |
| 11.             | „Beautiful Fighters”       | Kazuhito Kikuchi | CMJK                | 5:16    |  |
| 12.             | „Blue Bird”                | D.A.I            | HΛL                 | 4:09    |  |
| 13.             | „Kiss o' Kill”             | Tetsuya Yukumi   | Keiji Tanabe        | 4:40    |  |
| 14.             | „Secret”                   | Tetsuya Yukumi   | Hikari              | 4:58    |  |
| Lungime totală: | Lungime totală:            | Lungime totală:  | Lungime totală:     | 55:29   |  |

| DVD |                                                               |                 |         |  |
| Nr. | Titlu                                                         | Regizor         | Lungime |  |
| 1.  | „Startin'” (Videoclip)                                        | Takahide Ishii  | 5:29    |  |
| 2.  | „Born to Be...” (Videoclip)                                   | Takahide Ishii  | 4:51    |  |
| 3.  | „Blue Bird” (Videoclip)                                       | Takahide Ishii  | 4:13    |  |
| 4.  | „Beautiful Fighters” (Videoclip)                              | Takahide Ishii  | 5:57    |  |
| 5.  | „Jewel” (Videoclip)                                           | Wataru Takeishi | 4:20    |  |
| 6.  | „1 Love” (Videoclip)                                          | Hideaki Sunaga  | 5:03    |  |
| 7.  | „Momentum” (Videoclip)                                        | Takahide Ishii  | 4:41    |  |
| 8.  | „Startin'” (Secvențe de la filmările videoclipului)           | Takahide Ishii  | 4:58    |  |
| 9.  | „Born to Be...” (Secvențe de la filmările videoclipului)      | Takahide Ishii  |         |  |
| 10. | „Blue Bird” (Secvențe de la filmările videoclipului)          | Takahide Ishii  |         |  |
| 11. | „Beautiful Fighters” (Secvențe de la filmările videoclipului) | Takahide Ishii  |         |  |
| 12. | „Jewel” (Secvențe de la filmările videoclipului)              | Wataru Takeishi | 4:46    |  |
| 13. | „1 Love” (Secvențe de la filmările videoclipului)             | Hideaki Sunaga  | 4:30    |  |
| 14. | „Momentum” (Secvențe de la filmările videoclipului)           | Takahide Ishii  |         |  |

## Lansare
| Regiune       | Dată                                           | Format | Număr        |
| ------------- | ---------------------------------------------- | ------ | ------------ |
| Japonia       | 29 noiembrie 2006                              | CD+DVD | AVCD-23178/B |
| Japonia       | 29 noiembrie 2006                              | CD     |              |
| Hong Kong     | 29 noiembrie 2006                              |        |              |
| Taiwan        | 29 noiembrie 2006                              |        |              |
| China         | 14 februarie 2007 - Shanghai: 9 februarie 2007 | CD+DVD |              |
| China         | 14 februarie 2007 - Shanghai: 9 februarie 2007 | CD     |              |
| Singapore     | 2 decembrie 2006                               |        |              |
| Coreea de Sud | 14 decembrie 2006                              |        |              |

## Clasamente
| Lansare           | Clasament                     | Poziția de vârf     | Vânzările din prima săptămâna | Vânzările totale                              | Durată       |
| ----------------- | ----------------------------- | ------------------- | ----------------------------- | --------------------------------------------- | ------------ |
| 29 noiembrie 2006 | Clasamentul Oricon Zilnic     | 1                   | 386,280                       | 494,399 (2006) 180,898 (2007) 675,400 (Total) | 18 săptămâni |
| 29 noiembrie 2006 | Clasamentul Oricon Săptămânal | 1                   | 386,280                       | 494,399 (2006) 180,898 (2007) 675,400 (Total) | 18 săptămâni |
| 29 noiembrie 2006 | Clasamentul Oricon Lunar      | 1                   | 386,280                       | 494,399 (2006) 180,898 (2007) 675,400 (Total) | 18 săptămâni |
| 29 noiembrie 2006 | Clasamentul Oricon Anual      | 22 (2006) 73 (2007) | 386,280                       | 494,399 (2006) 180,898 (2007) 675,400 (Total) | 18 săptămâni |

- Vânzări totale: 675,400 (Japonia)
- Vânzări totale: 900,000 (Avex)

### Informații despre clasamente
Secret a debutat în vârful clasamentului săptămânal cu vânzări de 386,280 de exemplare. În clasamentul Oricon, Secret nu a reușit să atingă pragul de un milion de exemplare vândute, ajungând undeva în jurul numărului de 900,000. Cu toate acestea, pe plan international (în Asia) , albumul a avut un succes foarte mare vânzându-se în aproximativ 2 milioane de exemplare.
Se estimează faptul că Secret este cel mai de succes album al lui Ayumi pe plan asiatic devenind un hit în țări precum Taiwan, Singapore, Hong Kong, Malaysia  Arhivat în 24 septembrie 2015, la Wayback Machine. si China.